# Peter Munro
Peter Munro (* 8. Januar 1930 in Hamburg; † 2. Januar 2009 in Hannover) war ein deutscher Ägyptologe und langjähriger Direktor des Kestner-Museums in Hannover.

## Leben
Munro studierte Ägyptologie, Klassische Archäologie und Semitistik an den Universitäten Hamburg, Göttingen und Kairo. 1957 wurde er an der Universität Heidelberg mit einer Arbeit über Das Horusgeleit und verwandte Standartengruppen im ägyptischen Kult promoviert. Von 1957 bis 1960 arbeitete er als Dozent am Goethe-Institut von Kairo, 1963 als Stipendiat der Deutschen Forschungsgemeinschaft und von 1963 bis 1965 als Lektor für den Deutschen Akademischen Austauschdienst. Seine Habilitation erfolgte 1967 in München mit einer Arbeit über Die spätägyptischen Totenstelen. Die umfassende Arbeit erschien später als zweibändiger Sammelband der Reihe Altägyptische Forschungen und handelte von allen damals bekannten Grabstelen des 1. Jahrtausends vor unserer Zeitrechnung. 1985 erschien in Brüssel ein Ergänzungsband.
Von 1970 bis 1981 war er in Nachfolge von Irmgard Woldering Direktor des Kestner-Museums. Er begründete den Förderverein „Antike & Gegenwart e. V.“, der über Spenden einen Großteil der Neuerwerbungen finanziert. Zu seinen größten Leistungen zählen der Ankauf eines romanischen Bronzeleuchters aus der Sammlung Hirsch und ein Kalksteinkopf des Pharaos Echnaton sowie eine ägyptische Dauerausstellung, die vom Architekten Thilo Mucke realisiert wurde. Zu den von ihm initiierten Sonderausstellungen zählten „Geheimnisvolles Neapel“ (1978), „El Dorado – Der Traum vom Gold“ (1979) und eine Ausstellung über Tutanchamun (1981). 1972 erfolgte seine Umhabilitation an der Technischen Universität Hannover mit Lehrauftrag Ägyptische Bau- und Kunstgeschichte, 1974 wurde er zum außerplanmäßigen Professor ernannt. 1970 war er zudem eine der treibenden Kräfte der „Ständigen Ägyptologenkonferenz“. Er beteiligte sich an Ausgrabungen in Sakkara und erschloss Teile des Unas-Friedhofs. 1978 war er Mitbegründer des Projektes Corpus Antiquitatum Aegyptiacarum, einer Loseblatt-Sammlung über altägyptische Museumsbestände.
1981 wurde Munro Professor für Ägyptische Archäologie und Kunst an der Freien Universität Berlin, wo er bis zu seiner Emeritierung 1995 lehrte. Auch nach dem Ausscheiden aus dem Universitätsdienst forschte er weiter in Sakkara.